# Satsuma-age
Satsuma-age (薩摩揚げ Tát Ma duơng) là món chả cá chiên có xuất xứ từ vùng Kagoshima, Nhật Bản. Surimi được trộn với bột mỳ để tạo thành một khối rắn tròn, sau đó được đem đi chiên. Đây là món ăn đặc sản của vùng Satsuma và được biết đến với nhiều tên gọi biến thể khác nhau trên khắp nước Nhật.

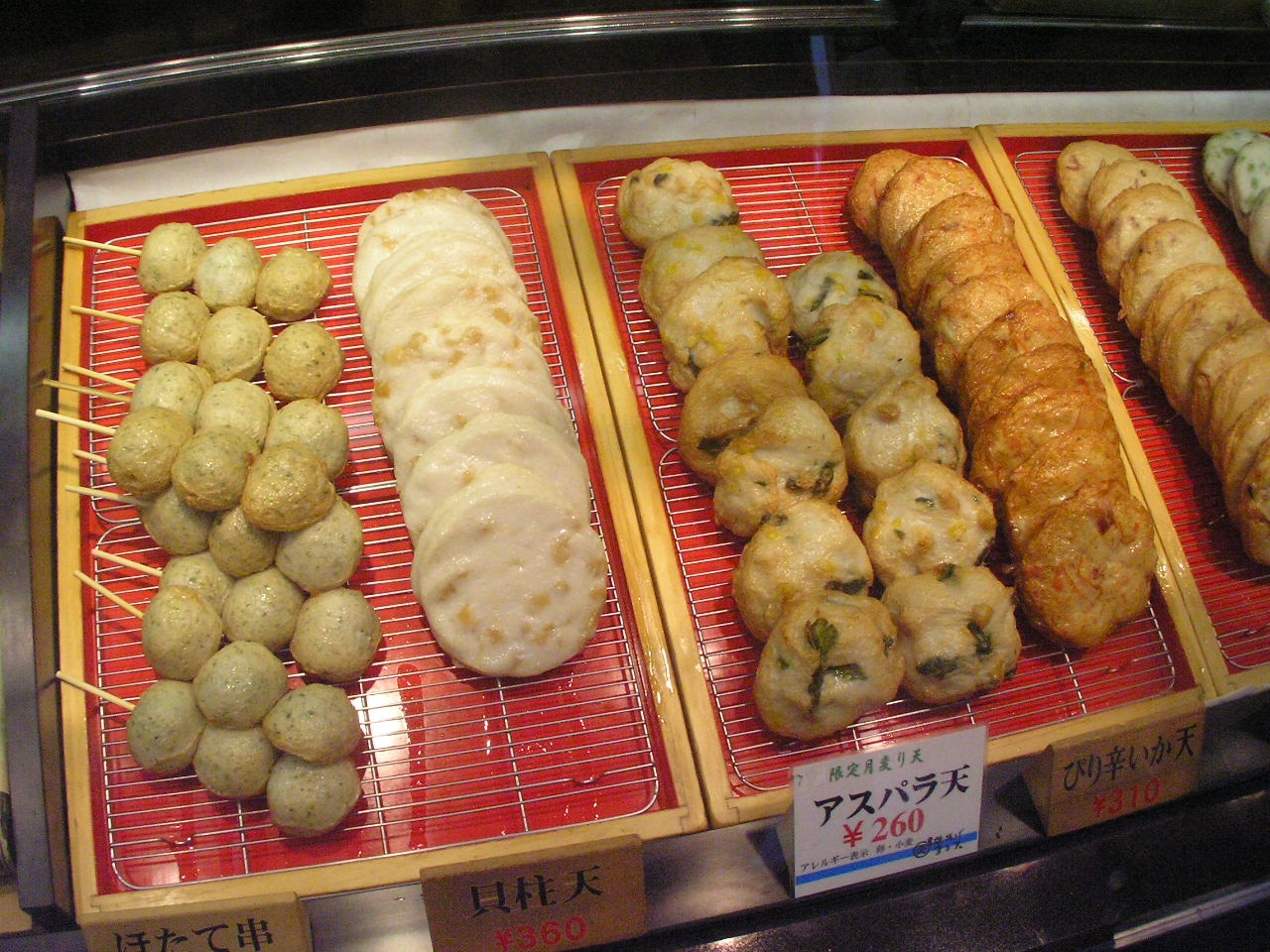
Một cửa hàng bán Satsuma-age

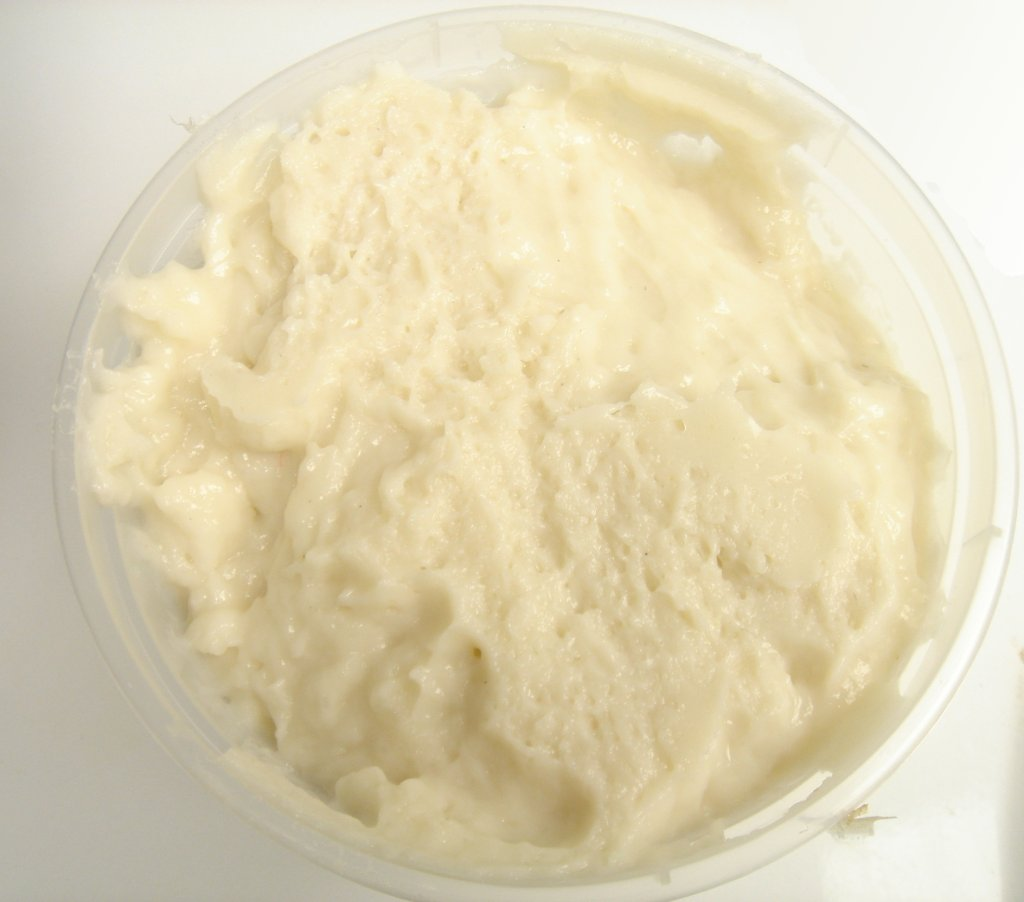
Bột cá tươi Surimi dùng để chế biến món ăn.

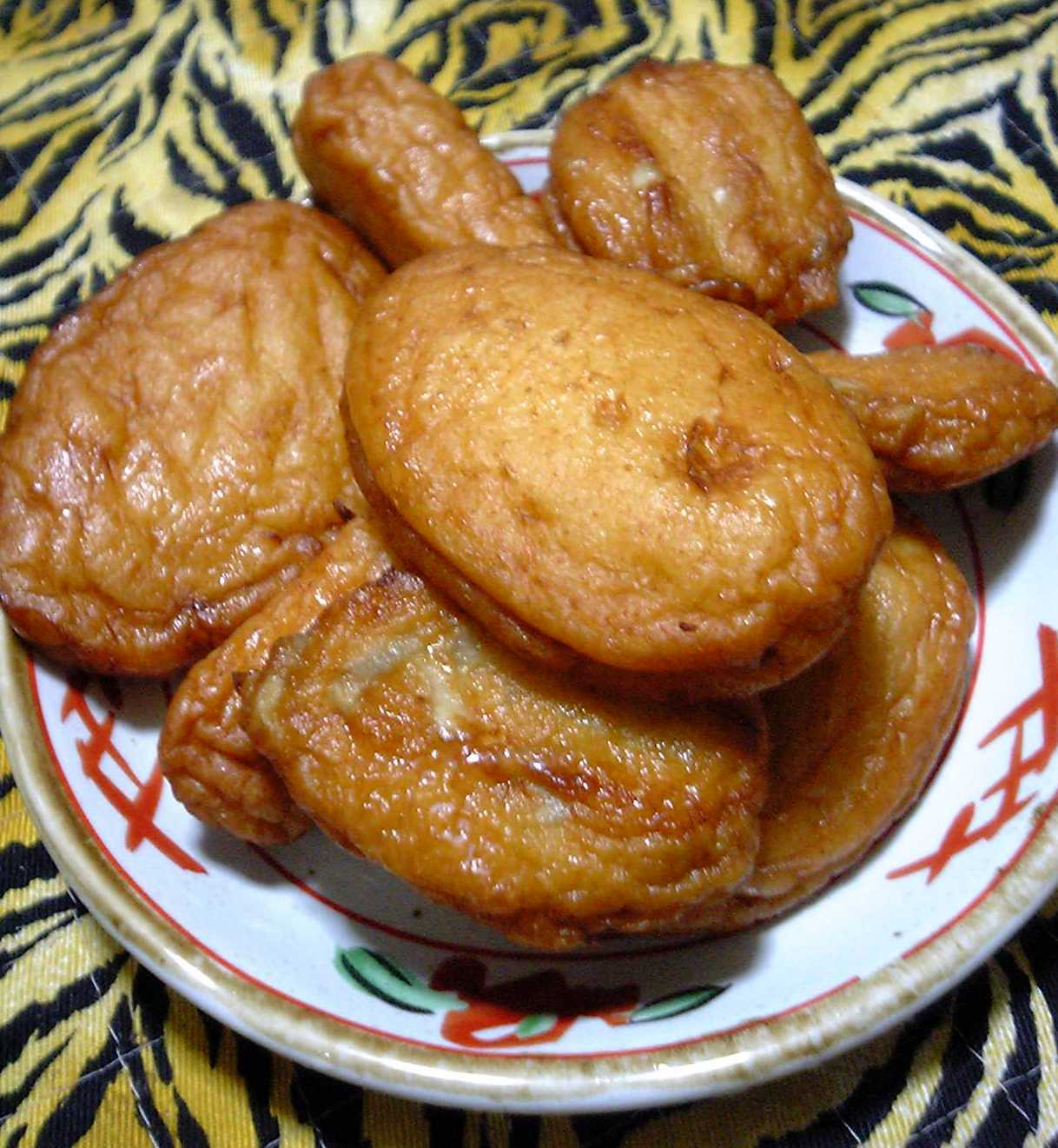
Satsuma-age

Bột nhão dùng để chế biến được làm từ cá, sau đó nêm muối, đường và các loại gia vị khác rồi nặn thành nhiều hình dạng khác nhau. Tuy nhiên, bột bánh không chỉ được làm từ cá xay không mà còn có thể cho thêm mộc nhĩ, beni shōga, hành tây, hành tây xứ Wales và các loại rau khác, ngoài ra còn có một số loại hải sản như mực, bạch tuộc, tôm cùng một số loại gia vị. Ở các làng chài, nó còn được làm từ các loại cá địa phương như cá mòi, cá mập, cá ngừ hoặc cá thu. Thông thường, món ăn này được làm bằng cách trộn hai loại cá trở lên.
Satsuma-age có thể được ăn không hoặc rang lên và chấm với gừng, nước tương và nước tương có nêm thêm mù tạt. Món ăn này cũng được ăn kèm với oden, udon, sara udon hoặc nimono (một món hầm của Nhật).

## Thành phần
Satsuma-age thường sử dụng cá tuyết làm nhân; tuy nhiên, do trữ lượng cá tuyết đã cạn kiệt nên các giống cá trắng khác đã được sử dụng thay thế, chẳng hạn như cá tuyết chấm đen hoặc cá tuyết trắng. Bên cạnh đó, các loại cá béo như cá hồi cũng được sử dụng làm cho Satsuma-age có hương vị khác biệt hơn so với truyền thống.
Các loại cá dùng để làm surimi (tiếng Nhật:擂り身, nghĩa đen là " thịt cá xay ") bao gồm:
- Cá minh thái Alaska (Theragra chalcogramma)
- Cá thằn lằn (Synodontidae)
- Cá đù trắng (Pennahia argentata)
- Cá trích gai răng kiếm (Muraenesox cinereus)
- Cá thu Tây Ban Nha Nhật Bản (Scomberomorus niphonius)
- Cá chuồn (Exocoetidae)
- Nhiều loài cá mòi  (Sardine)
- Các loài cá mập khác nhau (Selachimorpha)
- Cá ngừ vằn (Katsuwonus pelamis)
- Các loài cá thu (Mackerel)
- Cá thu Okhotsk atka (Pleurogrammus azonus)
- Cá rô phi
  - Oreochromis rêuambicus
  - Oreochromis niloticus niloticus
- Cá vược đen
  - Cá vược miệng nhỏ (Micropterus dolomieu)
  - Cá vược miệng lớn (Micropterus salmoides)
  - Cá vược đen Florida (Micropterus floridanus)

## Lịch sử
Có nhiều giả thuyết khác nhau về sự ra đời của Satsuma-age, nhưng vùng nổi tiếng nhất là quận Satsuma ở Kagoshima. Người ta nói rằng, vào khoảng năm 1864, gia tộc Shimazu đã mang món ăn này từ Okinawa đến Satsuma thông qua một số cuộc trao đổi và xâm lược lãnh thổ. Vào thời đó, người dân Okinawa gọi món chả cá chiên/luộc là chigiage. Sau khi được đưa đến Kagoshima, món ăn này được chế biến lại dưới dạng tsukiage và được chọn là một trong 100 món ăn địa phương ngon nhất.

## Tên gọi theo từng vùng miền
Tùy từng vùng mà món ăn được gọi với những tên gọi khác nhau. Ở Tōhoku và vùng Kantō, nó được gọi là "Satsuma-age" theo nơi xuất xứ của nó ở Kagoshima. Ở vùng Chubu, nó được gọi là "Hanpen". Người Hokkaido và phía tây Nhật Bản gọi nó là "Tempura" (khác với Tempura). Ở Kyushu và Okinawa, món ăn này được gọi là "Tempura", "Tsukeage" hoặc "Chikiagi".

## Các biến thể
- Hiraten (ひら天):  Satsuma-age có hình phẳng
- Maruten (丸天): Satsuma-age có hình dạng như cái đĩa mỏng. Người dân ở Kyushu, chủ yếu là ở Fukuoka thường ăn chúng với mì udon.
- Gobouten (ごぼう天,ごぼう巻き): Satsuma-age được cuốn trên cành cây ngưu bàng.
- Ikaten (いか天): Satsuma-age được làm từ các xúc tu của mực.
- Takoten (たこ天): Satsuma-age được làm từ những con bạch tuộc đã cắt. Nó được tạo hình thành viên tròn giống như takoyaki.
- Tamanegiten (タマネギ天): Satsuma-age làm cùng với hành tây.[5]
- Bakudan (爆弾, 'Bom'): Thời đại Satsuma bọc quanh một quả trứng luộc
- Honeku (ほねく), honeten: Đây là phiên bản ngắn của honekuri-tempura. Đây là một món ăn địa phương ở vùng phía bắc Wakayama. Để chế biến món ăn này, cá hố nguyên con (Largehead hairtail: Trichiurus lepturus) sẽ được xay và đem chiên nhằm đem lại mùi vị độc đáo cho món ăn.
- Jakoten (じゃこ天) là món đặc sản của Uwajima ở phía nam tỉnh Ehime. Jakoten có lịch sử lâu đời, người dân đã ăn chúng từ thời Edo. Nó được làm từ những con cá nhỏ đánh bắt gần đó được xay và trộn thành bột nhão, sau đó đem chiên.
- Gansu (がんす) (món ăn địa phương ở Hiroshima) là một món chiên làm từ cá thịt trắng xay tẩm bột cùng một loại cốt lết.

### Các biến thể bên ngoài Nhật Bản
- Tại Hàn Quốc, Satsuma-age được gọi là eomuk (어묵) hoặc đơn giản là odeng. Các thành phố lớn như Busan và Seoul bán những sản phẩm này như thức ăn đường phố trong mùa đông và mùa thu.
- Ở Đài Loan, Satsuma-age được bán theo kiểu " Điềm bưu lạt" ( tiếng Trung: 甜不辣; bính âm: tiánbùlà; nghĩa đen 'món ăn ngọt', 'không cay'       ). Món ăn này được giới thiệu đến Đài Loan trong thời kỳ Đài Loan thuộc Nhật bởi những người từ Kyushu, nơi Satsuma-age thường được gọi là tempura .[6] Nó thường được dùng làm nguyên liệu cho món oden, lẩu và món lu wei.
- Ở Việt Nam cũng có một món ăn tương tự Satsuma-age, mà chúng ta thường gọi nó là "Chả cá" .